# Passo de ganso

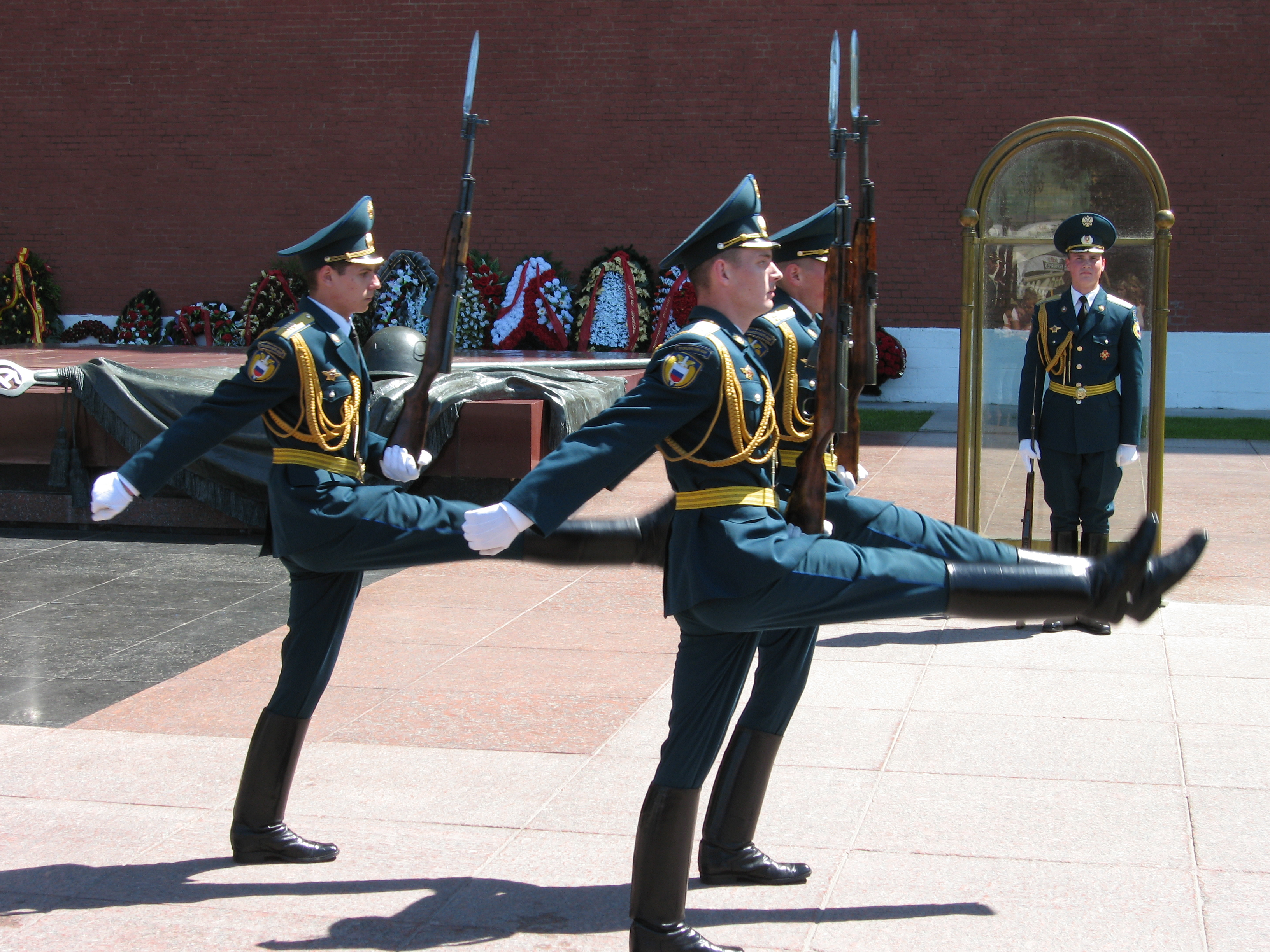
Guardas do Kremlin executando o passo de ganso durante a troca de turnos

O passo de ganso é um passo especial de marcha realizado em desfiles militares formais e outras cerimônias. Enquanto marcham em formação de desfile, as tropas balançam suas pernas em uníssono para fora do chão, mantendo cada perna rigidamente reta.
O passo teve origem no exercício militar prussiano em meados do século 18 e foi chamado de Stechschritt (literalmente, "passo perfurante") ou Stechmarsch. Os conselheiros militares alemães espalharam a tradição pela Rússia no século XIX, e os soviéticos espalharam-na pelo mundo no século XX.

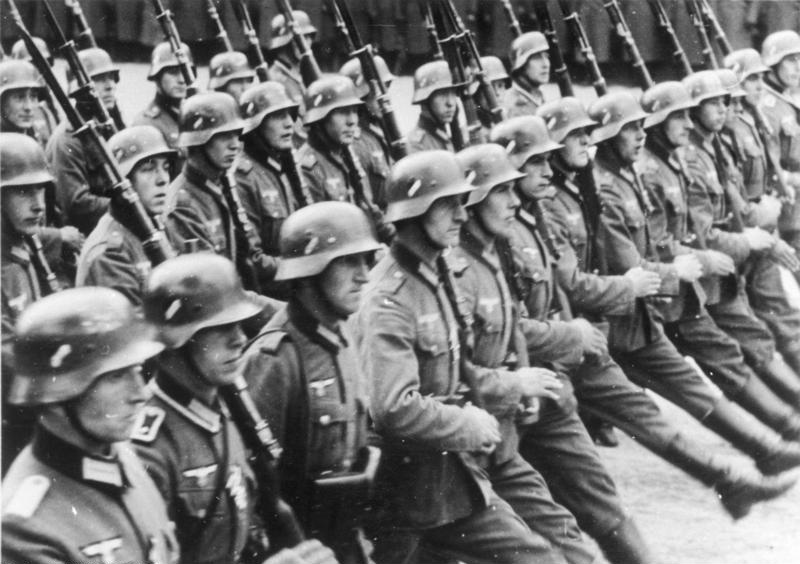
Tropas da Wehrmacht desfilam em Varsóvia (5 de Outubro de 1939).

 O termo "passo de ganso" originalmente se referia ao passo de equilíbrio, uma marcha lenta formalizada e obsoleta. Nos nossos dias, está fortemente associado â Alemanha nazi. Como resultado, o termo adquiriu um significado pejorativo em alguns países.

## Utilizadores
As seguintes forças armadas usam o passo de ganso, seja em desfiles ou em outras cerimonias.
 China
 Alemanha
 Rússia
 Coreia do Norte
 Chile - adota o modelo desde 1899
 Venezuela
 Cazaquistão
 Uzbequistão
 Quirguistão
 Bielorrússia
 Armênia
 Azerbaijão
 Egito
 Vietname
 México
 Paraguai